# Abdalong z Marseille
Svatý Abdalong (716? Francie - 738?) byl v 8. století biskupem v Marseille. 

## Život
Spolu se svými věřícími trpěl útoky Saracénů, které přivedl vévoda Mauront, aby potlačil vojsko Karla Martela. Zemřel asi roku 738.

## Úcta
Jeho svátek se slaví 1. března.